# John Robert Kerr

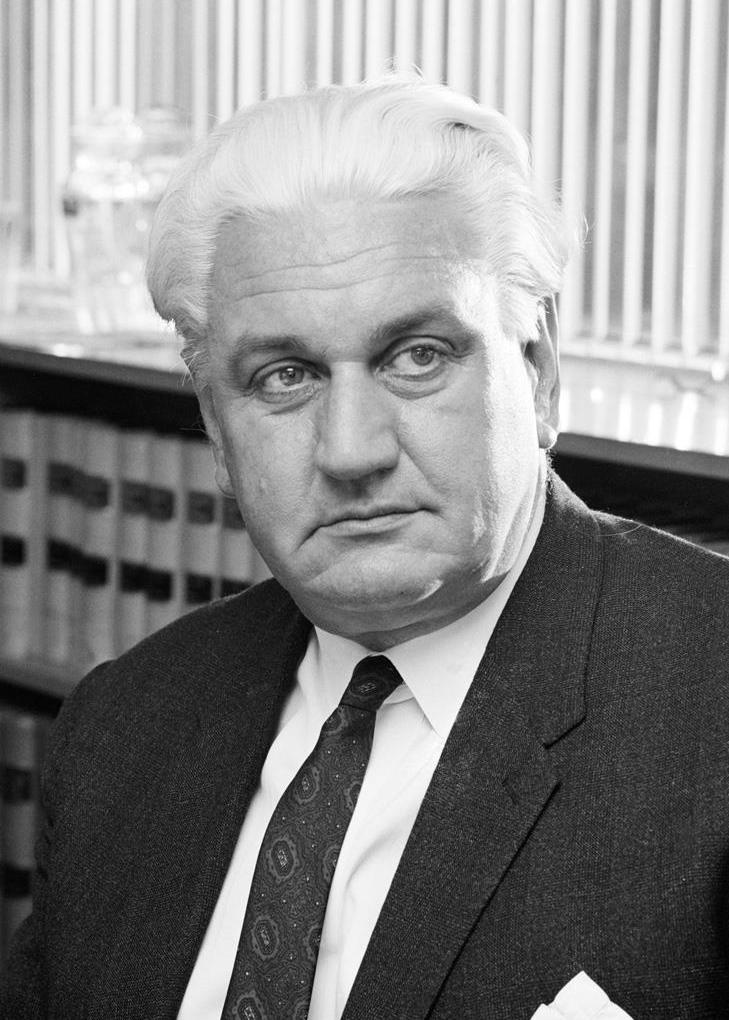
John Robert Kerr (1965)

Sir John Robert Kerr AK GCMG GCVO PC (* 24. September 1914 in Balmain, Sydney; † 24. März 1991 in Sydney) war ein australischer Politiker und Generalgouverneur Australiens. Bekannt wurde er durch die noch heute kontrovers diskutierte Entlassung des amtierenden Premierministers Gough Whitlam am 11. November 1975 im Rahmen der australischen Verfassungskrise.

## Biografie

### Studium und berufliche Laufbahn
Der Sohn eines Kesselschmieds aus einem Arbeitervorort von Sydney erhielt nach dem Besuch der Fort Street High School ein Stipendium, das ihm ein Studium der Rechtswissenschaften an der University of Sydney ermöglichte. Nachdem er das Studium als Bachelor of Laws (LL.B.) mit Höchstnoten und der Medaille der Universität abgeschlossen hatte, wurde er 1938 als Rechtsanwalt in New South Wales zugelassen. Bereits in dieser Zeit traf er Herbert Vere Evatt, einen Richter am High Court of Australia und späteren Minister, der über viele Jahre sein Förderer war.
Während des Zweiten Weltkrieges war er Mitarbeiter einer obskuren Geheimdienstorganisation, dem Direktorat für Forschung und zivile Angelegenheiten (Directorate of Research and Civil Affairs), einer Tatsache, die später zu vielen Verschwörungstheorien führte.
Nachdem er 1946 im Range eines Obersts aus dem Militärdienst ausgeschieden war, wurde er Rektor der Schule für Pazifik-Verwaltung (Australian School of Pacific Administration), die aus dem Direktorat hervorging. Im folgenden Jahr übernahm er dann das Amt des ersten Generalsekretärs der South Pacific Commission, allerdings nahm er bereits 1948 seine Tätigkeit als Rechtsanwalt wieder auf. Als Mitglied der Australian Labor Party war er in der Folgezeit insbesondere als Anwalt für Mitglied von Gewerkschaften tätig.

### Politische Laufbahn und Aufstieg zum Obersten Richter von New South Wales
1951 beabsichtigte er zunächst sich als Kandidat der Labor Party um ein Abgeordnetenmandat im Repräsentantenhaus zu bewerben, zog seine Kandidatur jedoch anschließend zu Gunsten eines anderen Kandidaten zurück. Nach der Spaltung der Labor Party 1955 wurde er zunehmend enttäuscht von der Politik der Partei, insbesondere wegen des Linkstrends des Parteivorsitzenden Evatt. Gleichwohl trat er nicht der neu gegründeten Democratic Labor Party bei.
In den 1950er Jahren wurde er nicht nur einer der führenden Wirtschaftsanwälte Sydneys, sondern auch bereits 1953 Kronanwalt (Queen's Counsel). 1964 erreichte er landesweite Bekanntheit, als er neben dem späteren Premierminister von New South Wales Neville Wran zu den Rechtsanwälten des Satiremagazins Oz in einem Klageverfahren wegen Obszönität gehörte.
Kerr wurde 1966 zuerst zum Richter am Bundeshandelsgericht (Commonwealth Industrial Court) und später an anderen Gerichten berufen. In dieser Zeit wurden seine politischen Ansichten zunehmend konservativer, insbesondere nach seinem Beitritt zur Kongress für kulturelle Freiheit (Association for Cultural Freedom), einer konservativen Gruppe, die vollständig von der Central Intelligence Agency (CIA) kontrolliert wurde. Dort schloss er Freundschaft mit dem Präsidenten des High Court of Australia. Von 1966 bis 1970 war er auch erster Vorsitzender der Juristischen Gesellschaft für Asien und den Westpazifik (Law Association for Asia and the West Pacific).
1972 erfolgte seine Ernennung zum Präsidenten (Chief Justice) des Supreme Court von New South Wales.

### Generalgouverneur von Australien
Ernennung, Amtsantritt und Affären in der Regierung Whitlam
Nach dem Rücktritt von Generalgouverneur Sir Paul Hasluck im Juli 1974 bot ihm Premierminister und Vorsitzender der Labor Party Gough Whitlam dieses Amt an. Obwohl er den Premierminister selbst nicht besonders kannte, hielt dieser ihn jedoch wegen seiner früheren Mitgliedschaft in der Labor Party für politisch zuverlässig. Whitlam übersah jedoch Kerrs politischen Meinungswandel und dessen abweichendes Verständnis vom Amt des Generalgouverneurs. Nach seiner Ernennung durch Königin Elisabeth II. trat er das Amt des 18. Generalgouverneurs offiziell nach seiner Vereidigung am 11. Juli 1974 an.
Trotz der Wiederwahl von Whitlam zum Premierminister im Mai 1974 hatte die Labor Party keine Mehrheit im Senat, was zu politischen Konflikten führte, da zwei unabhängige Senatoren die jeweilige Mehrheit als Zünglein an der Waage bestimmten. Im Laufe des Jahres 1975 war Whitlams Regierung in einer Reihe ministerieller Skandale verwickelt, wobei insbesondere die Khemlani-Loans-Affäre zum Rücktritt des Stellvertretenden Premierministers Jim Cairns und des Ministers für Rohstoffe und Energie Rex Connor führte.
Der Führer der liberalen Opposition, Malcolm Fraser, nutzte den Senat zur Blockade des Haushaltsentwurfs, um vorgezogene Neuwahlen zu erreichen. Fraser gelang dies durch die Ablösung zweier Labor-Senatoren durch die Ernennung von zwei unabhängigen Kandidaten durch die Premierminister von New South Wales und Queensland, die die amtierende Regierung von Whitlam nicht unterstützten. Dieses höchst umstrittene und beispiellose Verfahren brach erstmals mit der verfassungsmäßigen Gepflogenheit, dass ein ausscheidender Senator durch einen Nachfolger der jeweiligen Partei ersetzt werden sollte. In einem anschließenden Verfassungsreferendum wurde die bisherige Gepflogenheit festgelegt.
Ansichten Kerrs und Whitlams zur Rolle des Generalgouverneurs
Das Amt des Generalgouverneurs wurde damals von den meisten als weitgehend repräsentativ angesehen. Gleichwohl gab die Verfassung von Australien dem Generalgouverneur weitreichende nicht kontrollierbare Machtbefugnisse (so genannte Reserve Powers), die die Ernennung und Entlassung von Ministern und die Auflösung des Parlaments einschlossen.
Whitlam nahm zusammen mit anderen an, dass der Generalgouverneur kein Ermessen in der Ausübung dieser Macht habe und dass diese immer nur auf Ratschlag des Premierministers und niemals umgekehrt ausgeübt werden kann.
Kerr sah dies grundlegend anders und wies darauf hin, dass die Verfassung die Machtbefugnisse des Generalgouverneurs sehr deutlich darstellte. In dieser Ansicht sah er sich bestärkt durch das Standardwerk "The King and His Dominion Governors" von 1936, in dem sein alter Förderer Herbert Evatt die Institution der Reserve Powers in den britischen Dominions darstellte. Kerr nahm eine aktive und höchst unübliche Betrachtung der Rolle des Generalgouverneurs vor.
Verfassungskrise 1975
siehe Hauptartikel Australische Verfassungskrise von 1975

Da die oppositionelle Liberal Party unter Führung von Malcolm Fraser mit ihrer Mehrheit im Senat Gesetze der Regierung ablehnen konnte, wurde das Regieren des Landes erschwert, weil unter anderem das Budget dazu gehörte. Kerr versuchte zunächst Kompromisse zwischen Fraser und Whitlam auszuarbeiten, als diese jedoch nicht angenommen wurden, entließ er Whitlam und ernannte Fraser zum Premierminister. Fraser rief Neuwahlen aus.
Obwohl Kerr seine Haltung und die Entlassung ausführlich begründete, werden beides, die Amtsenthebung Whitlams und die Ermächtigung zur Auflösung beider parlamentarischer Kammern, bis heute als verfassungsrechtlich höchst fragwürdig eingestuft. Ein derartiges Vorgehen hatte es vorher und danach nicht mehr gegeben. Welche Beweggründe den Generalgouverneur zu diesem Vorgehen veranlasst haben, ist bis heute jedoch wegen der unterschiedlichen Darstellungen der handelnden Personen ungeklärt. Kerr selbst versuchte sich insbesondere in einer Autobiografie zu rechtfertigen, in der er sich auch mit dem gegen ihn erhobenen Vorwurf des Alkoholismus auseinandersetzte.
In seiner verbleibenden Amtszeit unternahm er nur noch drei Auslandsreisen. Bei ihrem Staatsbesuch in Australien im März 1977 schlug er Königin Elisabeth II. seinen Rücktritt vor. Aufgrund einer zunehmenden Verschlechterung seiner Gesundheit trat er vor Ablauf seiner fünfjährigen Amtszeit am 8. Dezember 1977 offiziell zurück und wurde als Generalgouverneur von dem angesehenen Rechtswissenschaftler Sir Zelman Cowen abgelöst.
Das ihm von Premierminister Fraser stattdessen angebotene Amt des Botschafters bei der UNESCO lehnte er aufgrund des enormen öffentlichen Drucks ab. Insbesondere William George Hayden, Whitlams Nachfolger als Vorsitzender der Australian Labor Party und Oppositionsführer und selbst später Generalgouverneur Australians bemerkte in einer Rede im Repräsentantenhaus:
"The Appointment of Sir John Kerr as Ambassador … is not just an indecent exercise of the rankest cynicism. It is in every respect an affront to this country". (Die Ernennung von Sir John Kerr zum Botschafter … ist nicht nur eine unanständige Ausübung des stärksten Zynismus. Es ist in jeder Hinsicht ein Affront gegen dieses Land.)
Nach dem Ausscheiden aus dem Amt des Generalgouverneurs lebte Kerr bis kurz vor seinem Tod in Sydney überwiegend in Europa.

### Ehrenämter und Auszeichnungen
Während seiner beruflichen Laufbahn als Rechtsanwalt und Richter hatte er mehrere Ehrenämter inne und war dabei unter anderem von 1960 bis 1963 Präsident der Gesellschaft für Wirtschaftsbeziehungen (Australian Industrial Relations Society), 1963 Präsident der Rechtsanwaltsvereinigung von New South Wales sowie von 1965 bis 1966 Präsident des Gesetzesrates (Law Council) von Australien.
Darüber hinaus wurde er mehrfach ausgezeichnet und war unter anderem 1976 Ritter des Order of Australia sowie Knight Grand Cross des Order of St. Michael and St. George und des Royal Victorian Order. Noch 1977 wurde er in den Privy Council berufen, einem politischen Beratungsgremium von Königin Elisabeth II.